# Hans Graf von Matuschka
Hans-Joseph Otto Graf von Matuschka, Freiherr von Toppolczan und Spaetgen (* 3. Dezember 1885 in Berlin; † 11. Januar 1968 in Aachen) war ein deutscher Konsul, Verwaltungsjurist und Reserveoffizier.

## Leben
Der Sohn des Generalmajors Guido Graf von Matuschka, Freiherr von Toppolczan und Spaetgen (1849–1935) und dessen Ehefrau Hedwig, geborene von Hertzberg (1863–1940) besuchte das Gymnasium zu Schweidnitz, wo er 1904 sein Abitur ablegte. Danach studierte er Rechtswissenschaft an den Universitäten von Heidelberg, München und Berlin. Seit 1905 war er Mitglied des Corps Saxo-Borussia Heidelberg.
Matuschka wurde 1908 als Referendar in den preußischen Justizdienst übernommen und war als solcher bis 1911 in Nauen tätig. Im Anschluss daran wurde er bis 1914 als Regierungsreferendar bei der Regierung in Potsdam und in Rathenow eingesetzt, wo er zuletzt auch zum Regierungsassessor befördert wurde.
Während des Ersten Weltkrieges versah Matuschka seinen Kriegsdienst und wurde als Leutnant der Reserve im 3. Garde-Ulanen-Regiment und, ausgezeichnet mit dem Eisernen Kreuz II. Klasse, vorzeitig aus dem Militärdienst entlassen.
Im Jahr 1917 nahm Matuschka seine Verwaltungslaufbahn wieder auf und wurde zunächst als Regierungsassessor beim Kommissariat für Litauen im Reichsinnenministerium eingesetzt. Ein Jahr später wurde er zum Attaché im Auswärtigen Amt ernannt und in das Reichskommissariat für die deutschen Ostseegebiete und Litauen in der Reichskanzlei in Berlin versetzt. Im Jahr 1922 wechselte er dann zur Regierung nach Aachen, wo er 1921 zum Regierungsrat befördert wurde. Auf eigenen Wunsch schied er 1922 aus dem Staatsdienst aus und begann ein Volontariat bei der Deutschen Bank. Darüber hinaus war er in verschiedenen Bereichen der Industrie, unter anderem als Geschäftsführer der Aachener Carl Nellessen, J. M. Sohn, tätig.
Im Jahr 1925 stieg Matuschka dann erneut in den preußischen Verwaltungsdienst ein und war zunächst beim Oberpräsidium in Oppeln, Provinz Oberschlesien tätig, wo er 1929 auch zum Oberregierungsrat ernannt wurde. Von 1933 bis 1934 übernahm er dann kommissarisch das Amt des Landrates im Landkreis Tost-Gleiwitz. Im Anschluss daran wurde Matuschka im Dienste des Auswärtigen Amtes als hauptamtliches Mitglied der Gemischten Kommission für Oberschlesien in Kattowitz und in den Jahren 1938/39 als Konsul am Generalkonsulat in Posen eingesetzt, wo er 1938 auch zum Major der Reserve befördert wurde. Von 1939 bis 1940 gehörte er dann der deutschen Gesandtschaft in Bukarest an und übernahm von 1940 bis 1944 die Leitung des Konsulats im ungarischen Kaschau. Noch in den letzten Monaten des Zweiten Weltkriegs erfolgten seine Versetzungen an die Gesandtschaft in Pressburg, zur Dienststelle Sillein und schließlich als Leiter der Dienststelle Komitat Ödenburg der Gesandtschaft Budapest.
Nach dem Ende des Zweiten Weltkrieges stieg er endgültig aus dem Staatsdienst aus und verlegte seinen Wohnsitz nach Baesweiler bei Aachen. Als Pensionär engagierte er sich noch im Deutschen Rat der Europäischen Bewegung sowie in der Föderalistischen Union Europäischer Volksgruppen, zu deren Ehrenpräsident er auch gewählt wurde. Darüber hinaus war er seit 1923 Mitglied im Club Aachener Casino.
Matuschka war verheiratet mit Mathilde Emily (Emmy) Wilhelmine Pastor (1885–1977), Tochter des Vorsitzenden des Tuchfabrikantenvereins Aachen, Emil Pastor (1865–1925) aus dem Burtscheider Zweig der Unternehmerfamilie Pastor, und dessen Ehefrau Mathilde geborene Nellessen. Hans und Emmy hatten keine Kinder.
Sein Bruder Emanuel fiel 1914 als Leutnant zur See und Wachoffizier auf dem U-Boot U 11, sein Bruder Heinrich erlag 1935 als Oberst und Kommandant der Festung Glogau den Folgen einer Verwundung aus dem Ersten Weltkrieg. Seine Cousine Gisela Ottilie Maria war die Ehefrau des Gutsbesitzers und Politikers Heinrich von Heydebrand und der Lasa.